# 劉布
劉布（1473年—1534年），字時服，直隸蘇州府長洲縣人，軍籍，明朝政治人物。

## 生平
弘治十四年（1501年）辛酉科應天府鄉試第十九名舉人。弘治十五年（1502年）中式壬戌科會試第七十五名，三甲第五十七名進士。以病告归，逾年丁母憂。因劉瑾乱政，奉父命未出仕。正德六年（1511年）丁父憂，服闋，官工部主事，往视山東泰安、徂徕泉源。武宗南巡時，以病乞休归。自號饭苓子。卒年六十二，葬县之武丘乡之石墩先塋。

## 家族
曾祖劉玨，山西按察司僉事；祖父劉正；父劉傳，母錢氏。具庆下。兄劉粟。弟劉度、劉衡。無子，以弟劉衡之子劉遜为嗣子。